# 最強のフュージョン
「最強のフュージョン」（さいきょうのフュージョン）は、影山ヒロノブの34作目のシングル。1995年3月1日にコロムビアエデュテイメントから発売された。

## 概要
表題曲「最強のフュージョン」は、劇場版『ドラゴンボールZ 復活のフュージョン!!悟空とベジータ』の主題歌として使用された。カップリングには大矢晋が歌う同劇場版イメージソング「愛はバラードのように 〜ベジータのテーマ〜」が収録されている。
CDジャケットには、ゴジータ、孫悟天、トランクス、ジャネンバがプリントされている。

## 収録曲
（全作詞：森雪之丞、作曲：林哲司、編曲：林有三）
1. 最強のフュージョン [3:56]
歌：影山ヒロノブ
  - 劇場版『ドラゴンボールZ 復活のフュージョン!!悟空とベジータ』主題歌
2. 愛はバラードのように 〜ベジータのテーマ〜 [4:54]
歌：大矢晋
劇場版『ドラゴンボールZ 復活のフュージョン!!悟空とベジータ』イメージソング